# Wootsch Péter
Wootsch Péter (Kolozsvár, 1952. május 24. –) művelődésszervező, politikus, államtitkár.
Kutatási területe az ifjúságpolitikák és azok összehasonlító vizsgálata, az ifjúsági munka intézmény-, illetve szervezetrendszere.

## Életpályája
Szülei az 1950-es évek közepén elváltak.
1960-ban édesanyjával és testvérével Kiskunfélegyházára került.
1971-ben érettségizett a Széchenyi Gimnáziumban. 1974–1976 között az Országgyűlési Könyvtárban dolgozott. 1976–1977 között a Kossuth Nyomda klubvezetője volt. 1977–1980 között a Gutenberg Művelődési Otthonban népművelő volt.
Az Eötvös Loránd Tudományegyetem Bölcsészettudományi Karán magyar-mépművelés szakos diplomát szerzett 1980-ban. 1980–1981 között a Ganz-Mávag Művelődési Központban népművelőként dolgozott. 1981–1986 között a Budapesti Műszaki és Gazdaságtudományi Egyetem Közművelődési Titkárságának vezetője volt. 1987–1989 között az Állami Ifjúsági és Sporthivatalban (ÁISH) munkatársa volt. 1989–1991 között a Miniszterelnöki Hivatal munkatársa volt; a kormány Ifjúságpolitikai Titkárság vezetője volt.
1992-ben a Főpolgármesteri Hivatal főelőadója volt. 1992–1994 között a Fidesz ifjúságpolitikai kabinetjének vezetője volt. 1994–1997 között a parlamenti frakció társadalom-politikai szakértője volt. 1995–1996 között az Európai Unió és az Európa Tanács közös szervezésében létrejött ifjúság-politikai képzés oktatója volt. 1997–1998 között egyéni vállalkozó volt. 1998-ban a Miniszterelnökségi Hivatal politikai államtitkára volt. 1999–2000 között az Ifjúsági és Sportminisztérium államtitkára volt.
2000–2004 között a Sziget Fesztivál Civil Sziget programhelyszínének felelőse volt. 3 évig az Európa Tanács „az európai ifjúságpolitika indikátorai” munkacsoport tagjaként, szerzett tapasztalatokat az európai országok ifjúsági munkájáról, majd közreműködött a koszovói Ifjúsági Akció Terv kidolgozásában.

## Családja
Szülei Wootsch Gyula és Kurucz Veronika voltak. 1971-ben megnősült. 1975-ben fia született (Wootsch Attila). 1976-ban egy lánya (Melinda) született. 1985-ben nősült másodszor. Ebben a házasságban két fia született: Gergely (1986) és Domokos (1992).